# Eksykat

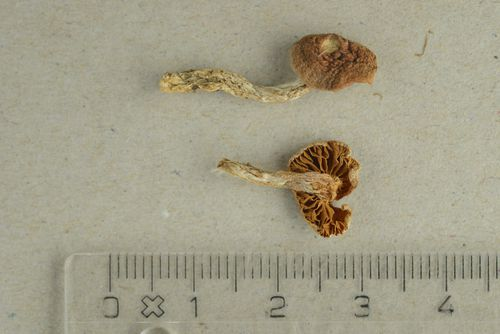

Eksykat lub zielnik grzybów – kolekcja zasuszonych grzybów. Dla podobnej kolekcji zasuszonych roślin używa się określenia zielnik.
Eksykaty grzybów sporządza się głównie w celu udokumentowania znaleziska. Zachowany eksykat pozwala nawet po wielu latach na rozstrzygnięcie wątpliwości co do prawidłowości oznaczenia gatunku. Gdy jest dobrze przechowywany, nawet po długim czasie (kilkaset lat) można sporządzić z niego preparaty mikroskopowe i przeanalizować cechy jego mikroskopowej budowy. Takie kolekcje eksykatów są przechowywane w wielu instytucjach i muzeach. Są wykorzystywane w różnych badaniach naukowych, zwłaszcza podczas rewizji taksonomicznej. Np. Ferdinand Christian Gustav Arnold zebrał w ciągu swojego życia około 150 000 eksykatów grzybów. Przechowywane są w Botanische Staatssammlung in Munich, a ich opisy są w prezentowane w czasopiśmie Arnoldia. Część z tych opisów jest dostępna w internecie. Władysław Wojewoda w Instytucie Botaniki PAN w Krakowie zgromadził kolekcję licząca około 53 000 eksykatów grzybów.
Jest jeszcze drugi powód, dla którego sporządza się eksykaty – konieczność przeprowadzenia obserwacji mikroskopowych. Wymagają one sporo czasu, którego w sezonie grzybowym często brakuje. Często jest to niemożliwe, ze względu na brak mikroskopu i odczynników (np. gdy znajdujemy się na wyjeździe terenowym).
Eksykaty grzybów muszą być zupełnie suche, tak aby stały się twarde i kruche. Tylko niewielkie okazy można wysuszyć na słońcu. W sezonie grzewczym można suszyć na kaloryferze. Gdy to niemożliwe, mykolodzy używają do tego celu specjalnych suszarek do grzybów lub suszarki do włosów.
Obecnie opisane eksykaty grzybów przechowuje się w szczelnych woreczkach plastykowych (tzw. woreczkach strunowych, zamykanych na zacisk). Początkowo przetrzymuje się je w zamrażarce (-10, –15 °C) przez 2 tygodnie. Ma to na celu zabicie ewentualnych pasożytów, które przetrwały w suszonych owocnikach. Po tym czasie wyciągnięte z zamrażarki woreczki z opisanymi eksykatami można przechowywać np. w pudełkach plastykowych. Takie postępowanie to obecnie standard w mykologii. Dobrze wysuszone grzyby w szczelnym woreczku plastykowym nie pleśnieją, ich zapach nie rozchodzi się po pomieszczeniu, a opakowanie uniemożliwia dostanie się do nich niepożądanych organizmów.
Prawidłowo opisany eksykat grzyba zawiera nie tylko jego nazwę gatunkową (jeśli była oznaczona), ale również miejsce znalezienia, datę i opis siedliska – zwłaszcza gatunki drzew, pod którymi, lub na których go znaleziono, rodzaj podłoża, wilgotność itd. Pożądane jest dołączenie do niego fotografii grzyba oraz siedliska.
Grzyby po wysuszeniu wskutek utraty wody silnie kurczą się, zmieniając rozmiary i kształt, często także następuje zmiana barwy. Z tego powodu przy opisie morfologii gatunków podaje się, czy dotyczy ona okazów w stanie świeżym, czy w stanie wysuszonym (w eksykatach).